# Список лидеров регулярного чемпионата НБА по блок-шотам
В Национальной баскетбольной ассоциации (НБА) присуждается титул лидера регулярного чемпионата по блок-шотам игроку, сделавшему наибольшее количество блок-шотов в среднем за игру в течение данного сезона.
В баскетболе «блок-шот» означает ситуацию, когда игрок защиты блокирует по правилам бросок соперника и характеризует действия баскетболиста в защите. Основными блокирующими игроками являются игроки передней линии — центровые и тяжёлые форварды. Однако игроки других позиций, имеющие хороший прыжок и координацию, зачастую становятся лучшими в данном показателе. В НБА лучшим игроком по блок-шотам считается игрок с самым большим средним показателем по ним за игру. Впервые эта номинация была введена в сезоне 1973/74 годов, когда стала вестись по ним статистика, поэтому у баскетболистов, игравших до 1973 года, блок-шоты в статистике отсутствуют. Чтобы претендовать на звание самого блокирующего игрока, баскетболист должен сыграть по крайне мере 58 матчей из 82 или совершить не менее 100 блок-шотов. Эти критерии были введены с сезона 1974/75.
В сезоне 1984/85 Марк Итон установил рекорд всех времён НБА по общему количеству блок-шотов (456) и среднему показателю за игру в одном сезоне (5,56). А в следующем сезоне Мануте Бол установил рекорд по общему числу блок-шотов (397) и среднему показателю за игру в одном сезоне для новичков (5,00). Ну а среди действующих игроков лучший показатель по общему числу блок-шотов и среднему количеству блок-шотов за игру имеет Виктор Вембаньяма (254 и 3,58 в сезоне 2023/24).
Карим Абдул-Джаббар, Марк Итон и Маркус Кэмби выигрывали награду лучшего игрока по блок-шотам по 4 раза за карьеру. Джордж Джонсон, Хаким Оладжьювон, Дикембе Мутомбо, Тео Рэтлифф и Энтони Дэвис становились лучшими блокирующими игроками по три раза, Мануте Бол, Алонзо Моурнинг, Дуайт Ховард, Серж Ибака, Хассан Уайтсайд, Майлз Тёрнер, Джарен Джексон и Виктор Вембаньяма — по два раза. Всего два баскетболиста были одновременно в одном сезоне чемпионами НБА и лучшими по блок-шотам: Билл Уолтон в 1977 году с клубом «Портленд Трэйл Блэйзерс» и Карим Абдул-Джаббар в 1980 году с командой «Лос-Анджелес Лейкерс». А действующим обладателем почётного титула является центровой «Сан-Антонио Спёрс» Виктор Вембаньяма.

## Легенда к списку
| Поз.    | Ф       | Ц         | Прим.      |
| Позиция | Форвард | Центровой | Примечания |

| ^         | Отмечены игроки, выступающие в НБА по сей день |
| *         | Избраны в Зал славы баскетбола                 |
| Игрок (X) | Количество титулов                             |

## Лидеры регулярного чемпионата НБА по блок-шотам
| Сезон   | Игрок                    | Фото | Поз. | Команда                              | Игр сыграно | Всего блок-шотов | Блок-шотов за игру | Прим.         |
| ------- | ------------------------ | ---- | ---- | ------------------------------------ | ----------- | ---------------- | ------------------ | ------------- |
| 1973/74 | Элмор Смит               |      | Ц    | Лос-Анджелес Лейкерс                 | 81          | 393              | 4,85               | [ 4 ] [ 5 ]   |
| 1974/75 | Карим Абдул-Джаббар*     |      | Ц    | Милуоки Бакс                         | 65          | 212              | 3,26               | [ 6 ] [ 7 ]   |
| 1975/76 | Карим Абдул-Джаббар* (2) |      | Ц    | Лос-Анджелес Лейкерс                 | 82          | 338              | 4,12               | [ 7 ] [ 8 ]   |
| 1976/77 | Билл Уолтон*             |      | Ц/Ф  | Портленд Трэйл Блэйзерс              | 65          | 211              | 3,25               | [ 9 ] [ 10 ]  |
| 1977/78 | Джордж Джонсон           |      | Ц/Ф  | Нью-Джерси Нетс                      | 81          | 274              | 3,38               | [ 11 ] [ 12 ] |
| 1978/79 | Карим Абдул-Джаббар* (3) |      | Ц    | Лос-Анджелес Лейкерс                 | 80          | 316              | 3,95               | [ 7 ] [ 13 ]  |
| 1979/80 | Карим Абдул-Джаббар* (4) |      | Ц    | Лос-Анджелес Лейкерс                 | 82          | 280              | 3,41               | [ 7 ] [ 14 ]  |
| 1980/81 | Джордж Джонсон (2)       |      | Ц/Ф  | Сан-Антонио Спёрс                    | 82          | 278              | 3,39               | [ 12 ] [ 15 ] |
| 1981/82 | Джордж Джонсон (3)       |      | Ц/Ф  | Сан-Антонио Спёрс                    | 75          | 234              | 3,12               | [ 12 ] [ 16 ] |
| 1982/83 | Три Роллинз              |      | Ц    | Атланта Хокс                         | 80          | 343              | 4,29               | [ 17 ] [ 18 ] |
| 1983/84 | Марк Итон                |      | Ц    | Юта Джаз                             | 82          | 351              | 4,28               | [ 19 ] [ 20 ] |
| 1984/85 | Марк Итон (2)            |      | Ц    | Юта Джаз                             | 82          | 456              | 5,56               | [ 20 ] [ 21 ] |
| 1985/86 | Мануте Бол               |      | Ц    | Вашингтон Буллетс                    | 80          | 397              | 4,96               | [ 22 ] [ 23 ] |
| 1986/87 | Марк Итон (3)            |      | Ц    | Юта Джаз                             | 79          | 321              | 4,06               | [ 20 ] [ 24 ] |
| 1987/88 | Марк Итон (4)            |      | Ц    | Юта Джаз                             | 82          | 304              | 3,71               | [ 20 ] [ 25 ] |
| 1988/89 | Мануте Бол (2)           |      | Ц    | Голден Стэйт Уорриорз                | 80          | 345              | 4,31               | [ 23 ] [ 26 ] |
| 1989/90 | Хаким Оладжьювон*        |      | Ц    | Хьюстон Рокетс                       | 82          | 376              | 4,59               | [ 27 ] [ 28 ] |
| 1990/91 | Хаким Оладжьювон* (2)    |      | Ц    | Хьюстон Рокетс                       | 56          | 221              | 3,95               | [ 28 ] [ 29 ] |
| 1991/92 | Дэвид Робинсон*          |      | Ц    | Сан-Антонио Спёрс                    | 68          | 308              | 4,49               | [ 30 ] [ 31 ] |
| 1992/93 | Хаким Оладжьювон* (3)    |      | Ц    | Хьюстон Рокетс                       | 82          | 342              | 4,17               | [ 28 ] [ 32 ] |
| 1993/94 | Дикембе Мутомбо          |      | Ц    | Денвер Наггетс                       | 82          | 336              | 4,10               | [ 33 ] [ 34 ] |
| 1994/95 | Дикембе Мутомбо (2)      |      | Ц    | Денвер Наггетс                       | 82          | 321              | 3,91               | [ 34 ] [ 35 ] |
| 1995/96 | Дикембе Мутомбо (3)      |      | Ц    | Денвер Наггетс                       | 74          | 332              | 4,49               | [ 34 ] [ 36 ] |
| 1996/97 | Шон Брэдли               |      | Ц    | Нью-Джерси Нетс Даллас Маверикс      | 73          | 248              | 3,40               | [ 37 ] [ 38 ] |
| 1997/98 | Маркус Кэмби             |      | Ц/Ф  | Торонто Рэпторс                      | 63          | 230              | 3,65               | [ 39 ] [ 40 ] |
| 1998/99 | Алонзо Моурнинг*         |      | Ц    | Майами Хит                           | 46          | 180              | 3,91               | [ 42 ] [ 43 ] |
| 1999/00 | Алонзо Моурнинг* (2)     |      | Ц    | Майами Хит                           | 79          | 294              | 3,72               | [ 43 ] [ 44 ] |
| 2000/01 | Тео Рэтлифф              |      | Ц/Ф  | Филадельфия 76                       | 50          | 187              | 3,74               | [ 45 ] [ 46 ] |
| 2001/02 | Бен Уоллес*              |      | Ф/Ц  | Детройт Пистонс                      | 80          | 278              | 3,48               | [ 47 ] [ 48 ] |
| 2002/03 | Тео Рэтлифф (2)          |      | Ц/Ф  | Атланта Хокс                         | 81          | 262              | 3,23               | [ 46 ] [ 49 ] |
| 2003/04 | Тео Рэтлифф (3)          |      | Ц/Ф  | Атланта Хокс Портленд Трэйл Блэйзерс | 85          | 307              | 3,61               | [ 46 ] [ 50 ] |
| 2004/05 | Андрей Кириленко         |      | Ф    | Юта Джаз                             | 41          | 136              | 3,32               | [ 51 ] [ 52 ] |
| 2005/06 | Маркус Кэмби (2)         |      | Ц/Ф  | Денвер Наггетс                       | 56          | 184              | 3,29               | [ 40 ] [ 53 ] |
| 2006/07 | Маркус Кэмби (3)         |      | Ц/Ф  | Денвер Наггетс                       | 70          | 231              | 3,30               | [ 40 ] [ 54 ] |
| 2007/08 | Маркус Кэмби (4)         |      | Ц/Ф  | Денвер Наггетс                       | 79          | 285              | 3,61               | [ 40 ] [ 55 ] |
| 2008/09 | Дуайт Ховард             |      | Ц/Ф  | Орландо Мэджик                       | 79          | 231              | 2,92               | [ 56 ] [ 57 ] |
| 2009/10 | Дуайт Ховард (2)         |      | Ц/Ф  | Орландо Мэджик                       | 82          | 228              | 2,78               | [ 56 ] [ 58 ] |
| 2010/11 | Эндрю Богут              |      | Ц    | Милуоки Бакс                         | 65          | 168              | 2,58               | [ 59 ] [ 60 ] |
| 2011/12 | Серж Ибака               |      | Ф/Ц  | Оклахома-Сити Тандер                 | 66          | 241              | 3,65               | [ 62 ] [ 63 ] |
| 2012/13 | Серж Ибака (2)           |      | Ф/Ц  | Оклахома-Сити Тандер                 | 80          | 242              | 3,03               | [ 62 ] [ 64 ] |
| 2013/14 | Энтони Дэвис^            |      | Ф/Ц  | Нью-Орлеан Пеликанс                  | 67          | 189              | 2,82               | [ 65 ] [ 66 ] |
| 2014/15 | Энтони Дэвис^ (2)        |      | Ф/Ц  | Нью-Орлеан Пеликанс                  | 68          | 200              | 2,94               | [ 66 ] [ 67 ] |
| 2015/16 | Хассан Уайтсайд          |      | Ц    | Майами Хит                           | 73          | 269              | 3,68               | [ 68 ] [ 69 ] |
| 2016/17 | Руди Гобер^              |      | Ц    | Юта Джаз                             | 80          | 214              | 2,64               | [ 70 ] [ 71 ] |
| 2017/18 | Энтони Дэвис^ (3)        |      | Ф/Ц  | Нью-Орлеан Пеликанс                  | 75          | 193              | 2,57               | [ 66 ] [ 72 ] |
| 2018/19 | Майлз Тёрнер^            |      | Ц    | Индиана Пэйсерс                      | 74          | 199              | 2,69               | [ 73 ] [ 74 ] |
| 2019/20 | Хассан Уайтсайд (2)      |      | Ц    | Портленд Трэйл Блэйзерс              | 67          | 196              | 2,93               | [ 69 ] [ 75 ] |
| 2020/21 | Майлз Тёрнер^ (2)        |      | Ц    | Индиана Пэйсерс                      | 47          | 159              | 3,38               | [ 74 ] [ 76 ] |
| 2021/22 | Джарен Джексон^          |      | Ф/Ц  | Мемфис Гриззлис                      | 78          | 177              | 2,27               | [ 77 ] [ 78 ] |
| 2022/23 | Джарен Джексон^ (2)      |      | Ф/Ц  | Мемфис Гриззлис                      | 63          | 189              | 3,00               | [ 78 ] [ 79 ] |
| 2023/24 | Виктор Вембаньяма^       |      | Ц    | Сан-Антонио Спёрс                    | 71          | 254              | 3,58               | [ 80 ] [ 81 ] |
| 2024/25 | Виктор Вембаньяма^ (2)   |      | Ц    | Сан-Антонио Спёрс                    | 46          | 176              | 3,83               | [ 81 ] [ 82 ] |

## Комментарии
1. ↑  Количество сделанных блок-шотов в среднем за игру, округляется до сотых.
2. ↑  В сезоне 1974/75 Элмор Смит лидировал по общему числу блок-шотов (216), но он сыграл на девять игр больше, чем Карим Абдул-Джаббар, поэтому по среднему показателю за игру был вторым (2,92)[6].
3. ↑  В сезоне 1976/77 Карим Абдул-Джаббар и Элвин Хейз лидировали по общему числу блок-шотов (261 и 220 соответственно), но они сыграли больше игр, чем Билл Уолтон, поэтому заняли второе и третье место по среднему показателю за игру (3,18 и 2,68 соответственно)[9].
4. ↑  В сезоне 1990/91 Дэвид Робинсон, Патрик Юинг и Мануте Бол лидировали по общему числу блок-шотов (320, 258 и 247 соответственно), но они провели намного больше игр, чем Хаким Оладжьювон, поэтому по среднему показателю за игру заняли места со второго по четвертое (3,90, 3,19 и 3,01 соответственно)[29].
5. ↑  В сезоне 1996/97 Дикембе Мутомбо лидировал по общему числу блок-шотов (264), но он сыграл на семь игр больше, чем Шон Брэдли, поэтому по среднему показателю за игру был вторым (3,30)[37].
6. ↑  В сезоне 1997/98 Дикембе Мутомбо и Тео Рэтлифф лидировали по общему числу блок-шотов (277 и 258 соответственно), но они сыграли намного больше игр, чем Маркус Кэмби, поэтому заняли второе и четвёртое место по среднему показателю за игру (3,38 и 3,15 соответственно)[39].
7. ↑  Сезон 1998/99 был сокращён до 50 игр из-за локаута в лиге[41]. Чтобы претендовать на титул самого блокирующего игрока лиги в этом сезоне нужно было сыграть не менее 43 игр (из 50) или совершить по крайней мере 61 блок-шот[3].
8. ↑  В сезоне 2000/01 Тео Рэтлифф сыграл всего в 50 играх и занял только восьмое место по общему числу блок-шотов, лидировали же по этому показателю Джермейн О’Нил и Шон Брэдли (у обоих по 228), но они сыграли намного больше игр, чем Рэтлифф, поэтому заняли второе и третье место по среднему показателю за игру (2,81 и 2,78 соответственно)[45].
9. ↑  В сезоне 2004/05 Андрей Кириленко сыграл всего в 41 игре и занял только тринадцатое место по общему числу блок-шотов, лидировали же по этому показателю Маркус Кэмби, Бен Уоллес и Тим Данкан (199, 176 и 174 соответственно), но они сыграли намного больше игр, чем Кириленко, поэтому заняли второе, пятое и третье место по среднему показателю за игру (2,81, 2,38 и 2,78 соответственно)[51].
10. ↑  В сезоне 2005/06 Андрей Кириленко, Джош Смит и Элтон Брэнд лидировали по общему числу блок-шотов (220, 208 и 201 соответственно), но они провели намного больше игр, чем Маркус Кэмби, поэтому по среднему показателю за игру заняли второе, четвёртое и пятое место (3,19, 2,60 и 2,54 соответственно)[53].
11. ↑  В сезоне 2010/11 Серж Ибака, Джавейл Макги и Дуайт Ховард лидировали по общему числу блок-шотов (198, 193 и 186 соответственно), но они провели намного больше игр, чем Эндрю Богут, поэтому по среднему показателю за игру заняли третье, второе и четвёртое место (2,41, 2,44 и 2,38 соответственно)[59].
12. ↑  Этот сезон был сокращён до 66 игр из-за состоявшегося локаута[61]. Чтобы претендовать на титул самого блокирующего игрока лиги в этом сезоне нужно было сыграть не менее 57 игр (из 66) и сделать как минимум 80 блок-шотов[3].
13. ↑  В сезоне 2013/14 Серж Ибака и Деандре Джордан лидировали по общему числу блок-шотов (219 и 203 соответственно), но они провели намного больше игр, чем Энтони Дэвис, поэтому по среднему показателю за игру заняли второе и третье место (2,70 и 2,48 соответственно)[65].
14. ↑  В сезоне 2020/21 Руди Гобер лидировал по общему числу блок-шотов (190), но он провёл намного больше игр, чем Майлз Тёрнер, поэтому по среднему показателю за игру занял второе место (2,68)[76].
15. ↑  В сезоне 2022/23 Брук Лопес лидировал по общему числу блок-шотов (193), но он провёл намного больше игр, чем Джарен Джексон, поэтому по среднему показателю за игру занял только третье место (2,47)[79].
16. ↑  В сезоне 2024/25 Виктор Вембаньяма сыграл лишь в 46 играх, но занял первое место по общему числу блок-шотов (176). Уокер Кесслер имел самый высокий средний показатель за игру (2,38) для игроков, сыгравших минимально необходимое для квалификации количество матчей (58)[3]. Вембаньяма был признан лидером, несмотря на то, что сыграл меньше требуемых игр, поскольку его средний показатель всё равно составил бы больше 3,00 за игру, даже если бы он сыграл в дополнительных 12 играх и не совершил ни одного блок-шота[82].